# Västlig fijianska
Västlig fijianska är ett austronesiskt språk som talas i Fiji. Det fanns ungefär 57000 som talade språket aktivt år 1977. Språket talas på västra sidan av Viti Levu och på ögrupperna Yasawa och Mamanuca.